# Чемпионат Панамерики и Океании по дзюдо 2024
Панамериканский чемпионат по дзюдо 2024 года прошёл 25 — 28 апреля в городе Рио-де-Жанейро (Бразилия). В чемпионате участвовали также представители Океании. Медали разыграли 198 участников из 28 стран (109 мужчин и 89 женщин).

## Медалисты

### Мужчины
| Категория               | Золото                                       | Серебро                      | Бронза                                                          |
| ----------------------- | -------------------------------------------- | ---------------------------- | --------------------------------------------------------------- |
| Суперлёгкая (до 60 кг)  | Мишель Аугусто · Бразилия                    | Дэвид Терао · США            | Джонатан Харон · Куба Арас Хуарес · Мексика                     |
| Полулёгкая (до 66 кг)   | Виллиан Лима · Бразилия                      | Хуан Постигос · Перу         | Ленин Пресиадо · Эквадор Хуан Эрнандо · Колумбия                |
| Лёгкая (до 73 кг)       | Артур Маргелидон · Канада                    | Даниел Карнин · Бразилия     | Улис Мендес · Мексика Антонио Торнал · Доминиканская Республика |
| Полусредняя (до 81 кг)  | Гильерме Шимидт · Бразилия                   | Франсуа Готье-Драпю · Канада | Адриан Гандиа · Пуэрто-Рико Макс Стюарт · Ямайка                |
| Средняя (до 90 кг)      | Роберт Флорентино · Доминиканская Республика | Джон Джейн · США             | Рафаэль Маседо · Бразилия Иван Фелипе Силва · Куба              |
| Полутяжёлая (до 100 кг) | Шади Эль Нахас · Канада                      | Кайл Райс · Канада           | Леонардо Гонсалвес · Бразилия Рафаэль Бузакарини · Бразилия     |
| Тяжёлая (свыше 100 кг)  | Энди Гранда · Куба                           | Рафаэл Силва · Бразилия      | Джон Бессон · Канада Фредди Фигурэа · Эквадор                   |

### Женщины
| Категория              | Золото                                      | Серебро                  | Бронза                                                          |
| ---------------------- | ------------------------------------------- | ------------------------ | --------------------------------------------------------------- |
| Суперлёгкая (до 48 кг) | Мэри Ди Варгас · Чили                       | Эрика Лассо · Колумбия   | Аманда Лима · Бразилия Мария Селия Лаборде · США                |
| Полулёгкая (до 52 кг)  | Ларисса Пимента · Бразилия                  | Анджелика Дельгадо · США | Клли Дегучи · Канада Алини Карбонелл · Куба                     |
| Лёгкая (до 57 кг)      | Рафаэла Силва · Бразилия                    | Криста Дегучи · Канада   | Мария Хольгвин · США Ана Роза Гарсиа · Доминиканская Республика |
| Полусредняя (до 63 кг) | Катарина Хэкир · Австралия                  | Науна Силва · Бразилия   | Кетлейн Квадрус · Бразилия Мэйлин дель Торо · Куба              |
| Средняя (до 70 кг)     | Мария Перес · Пуэрто-Рико                   | Аофе Кофлан · Австралия  | Лауна Карвальо · Бразилия Селинда Коросо · Эквадор              |
| Полутяжёлая (до 78 кг) | Эрайма Сильвестр · Доминиканская Республика | Бренда Олая · Колумбия   | Лайнет Кардона · Куба Ванесса Чала · Эквадор                    |
| Тяжёлая (свыше 78 кг)  | Беатрис Соуза · Бразилия                    | Ана Лаура Исаси · Канада | Мойра Морилло · Доминиканская Республика Идалис Ортис · Куба    |

### Соревнования смешанных команд
| Смешанные команды | Золото   | Серебро | Бронза |
| ----------------- | -------- | ------- | ------ |
|                   | Бразилия | Куба    |        |

## Общий медальный зачёт
*   Принимающая страна (Бразилия)
| Место           | Страна                   | Золото | Серебро | Бронза | Всего |
| --------------- | ------------------------ | ------ | ------- | ------ | ----- |
| 1               | Бразилия*                | 6      | 3       | 6      | 15    |
| 2               | Канада                   | 2      | 4       | 2      | 8     |
| 3               | Доминиканская Республика | 2      | 0       | 3      | 5     |
| 4               | Австралия                | 1      | 1       | 0      | 2     |
| 5               | Куба                     | 1      | 0       | 6      | 7     |
| 6               | Пуэрто-Рико              | 1      | 0       | 1      | 2     |
| 7               | Чили                     | 1      | 0       | 0      | 1     |
| 8               | США                      | 0      | 3       | 2      | 5     |
| 9               | Колумбия                 | 0      | 2       | 1      | 3     |
| 10              | Перу                     | 0      | 1       | 0      | 1     |
| 11              | Эквадор                  | 0      | 0       | 4      | 4     |
| 12              | Мексика                  | 0      | 0       | 2      | 2     |
| 13              | Ямайка                   | 0      | 0       | 1      | 1     |
| Всего стран: 13 | Всего стран: 13          | 14     | 14      | 28     | 56    |